# Aheiivka, Bârzula
Aheiivka (în ucraineană Агеївка) este un sat în comuna Liubașivka din raionul Bârzula, regiunea Odesa, Ucraina.

## Demografie
Componența lingvistică a localității Aheiivka
     Ucraineană (99,29%)
     Alte limbi (0,71%)
Conform recensământului din 2001, majoritatea populației localității Aheiivka era vorbitoare de ucraineană (99,29%), existând în minoritate și vorbitori de alte limbi.